# 里博尔多内
里博尔多内（義大利語：Ribordone），是意大利都灵省的一个市镇。总面积44平方公里，人口72人，人口密度1.6人/平方公里（2009年）。ISTAT代码为001212。